# Данлон (Флорида)
Данлон (енгл. Dunnellon) град је у америчкој савезној држави Флорида. По попису становништва из 2010. у њему је живело 1.733 становника.

## Демографија
Према попису становништва из 2010. у граду је живело 1.733 становника, што је 165 (8,7%) становника мање него 2000. године.
| Група             | 2000.         | 2010.         |
| Белци             | 1.608 (84,7%) | 1.453 (83,8%) |
| Афроамериканци    | 225 (11,9%)   | 159 (9,2%)    |
| Азијати           | 10 (0,5%)     | 12 (0,7%)     |
| Хиспаноамериканци | 34 (1,8%)     | 86 (5,0%)     |
| Укупно            | 1.898         | 1.733         |